# 1953年の航空
< 1953年
1952年の航空 - 1953年の航空 - 1954年の航空

## 航空に関する出来事
- 1953年 - ICAOの統計によればこの年、民間航空の乗客数が5,000万人を超える。
- 2月 - イギリス空軍に最初のヘリコプター部隊 No. 194飛行隊ができる。
- 3月10日 - チェコスロヴァキアのMiG-15がチェコ領空でアメリカ空軍のF-86を撃墜する。
- 3月12日 - 西ドイツ上空でイギリス空軍のアブロ リンカーンがソビエトの戦闘機に撃墜される。
- 3月27日 - オランダ空軍が発足する。
- 4月3日 - BOACがジェット旅客機、コメット１で東京への定期運行を開始する。

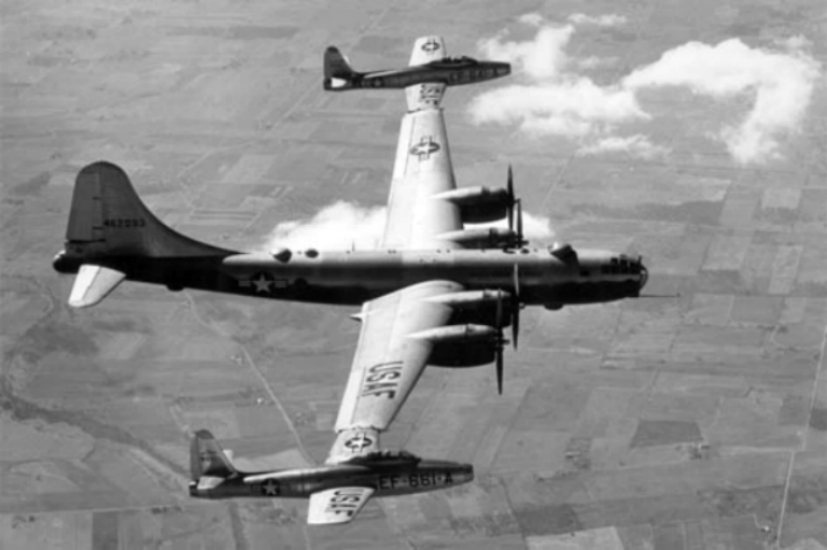
プロジェクト・トムトム、EF-84BがEB-29の翼端に結合されて飛行した。

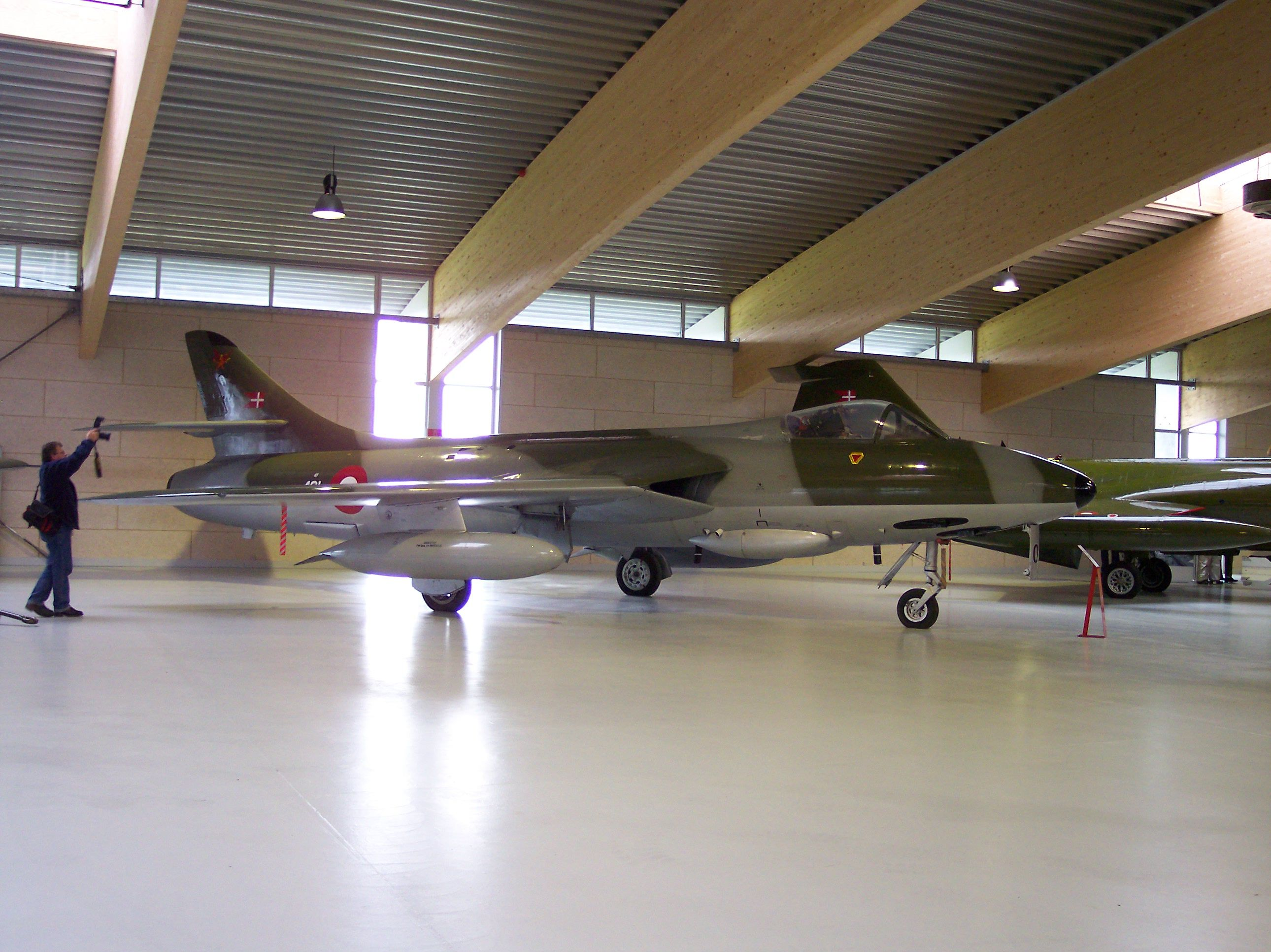
ホーカー ハンター

- 4月24日 - EF-84Bと EB-29で、パラサイト・ファイターの実験、プロジェクト・トムトムが行われた。
- 5月4日 - イギリスのテストパイロット、ウォルター・ギブとパイパーがイングリッシュ・エレクトリック キャンベラで高度19410 m（63,668 ft）の記録を樹立した。
- 5月18日 - ジャクリーン・コクランが音速を突破した初の女性パイロットとなる。
- 6月1日 - アメリカ空軍のアクロバット・チームサンダーバーズがアリゾナ州、ルーク空軍基地で発足
- 6月18日 - アメリカ空軍のC-124 グローブマスターが東京近郊で事故を起こし、129人の犠牲者を出し、それまでで最大の犠牲者数の事故となった。 （立川基地グローブマスター機墜落事故）
- 6月30日 - フランスの シュド・ウェスト（SNCASO）S.O. 4000（Sud Vautour 戦闘爆撃機の原型機）が緩降下で音速を超えた。
- 6月30日 - 北日本航空株式会社が設立。
- 7月1日 - 西ドイツ上空の航空管制が、連合軍から西ドイツに返還される。
- 7月4日 - イギリス空軍のデルタ翼戦闘機、グロスター ジャベリンの超音速飛行試験においてソニックブームが観測され、イギリス空軍初の配備された超音速戦闘機となった。
- 7月8日 - ベルギーのサベナ航空がブリュセルとオランダ、フランス各地とのヘリコプターによる定期便を始める。
- 7月16日 - アメリカ空軍のW.F.バーンズが F-86Dで1152km/hの速度記録を記録した[1]。
- 7月27日 - 朝鮮戦争休戦。
- 9月1日 - B-47 ストラトジェットが、給油機KB-47から空中給油を受けた。ジェット機からジェット機への空中給油である。
- 9月2日 - アメリカ空軍のスタンレー・ホルトナー(J. Stanley Holtoner) F-86Dでトンプソン・トロフィー・レースに参加し100kmの区間の速度記録、1,110km/hを記録し、優勝した[2]。
- 9月7日 - イギリスのテストパイロット、ネヴィル・デュークがホーカー ハンターで1,171 km/hの速度記録を樹立した。
- 9月21日 - 北朝鮮の盧今錫中尉がMiG-15でソウルに亡命し、賞金 $100,000を受け取る。
- 9月26日 - イギリスのスーパーマリン スイフトがマイク・リスゴー（M.J. Lithgow）の操縦で1187 km/hの速度世界記録を樹立した。
- 10月3日 アメリカ海軍のジェームズ・ヴァーディン(James Verdin)がダグラスF-4Dで1212km/hの速度記録を記録した。
- 10月10日 - イギリスからニュージーランドまでのクライストチャーチ百周年記念レースが行われ、イギリス空軍のイングリッシュ・エレクトリック キャンベラが18,976 kmを23時間50分で飛行し、優勝した。
- 10月14日 - アメリカ合衆国の巡航ミサイルの試験機、ノースアメリカンX-10が初飛行した。
- 10月16日 アメリカ海軍のロバート・ラーン(Robert O. RAHN)がダグラスF-4Dで100km周回コースでの速度記録1171km/hを記録した。
- 11月20日 - アルバート・スコット・クロスフィールドがダグラス スカイロケットでマッハ 2を超える2,078 km/hの速度記録を造った。
- 11月30日 - 東亜航空株式会社が設立。
- 12月16日 - ブレードの先端から噴出される圧縮空気ジェットでローターを回転させるヘリコプター、シュド・ウエスト SO.1221が初飛行した。
- 12月29日 - 高アスペクト比の主翼を採用したユレル＝デュボア HD.31が初飛行した。この機体は「全国地理学会」（IGN）による、空中撮影と空中観測作業に使われた。

## 1953年に初飛行した機体の画像

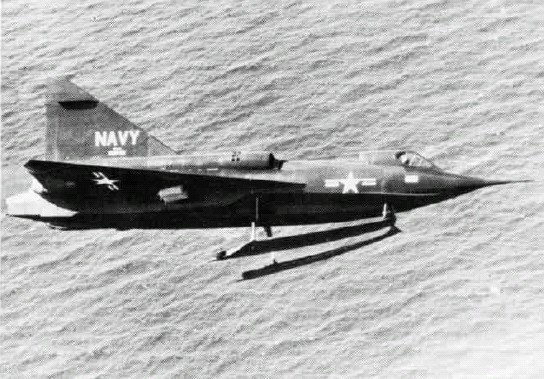
XF2Y (YF-7A) シーダート （4月9日）
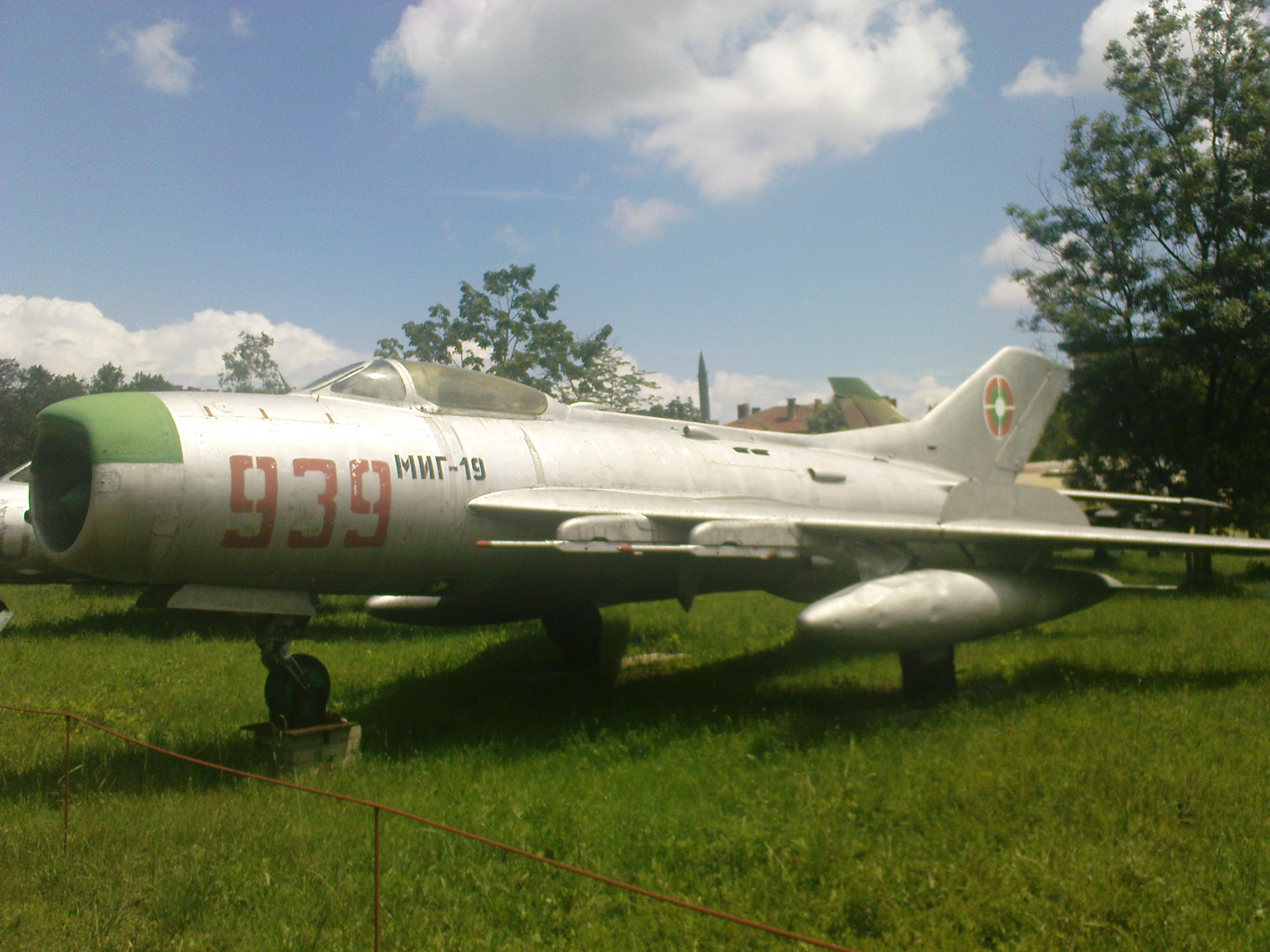
MiG-19 （9月18日）
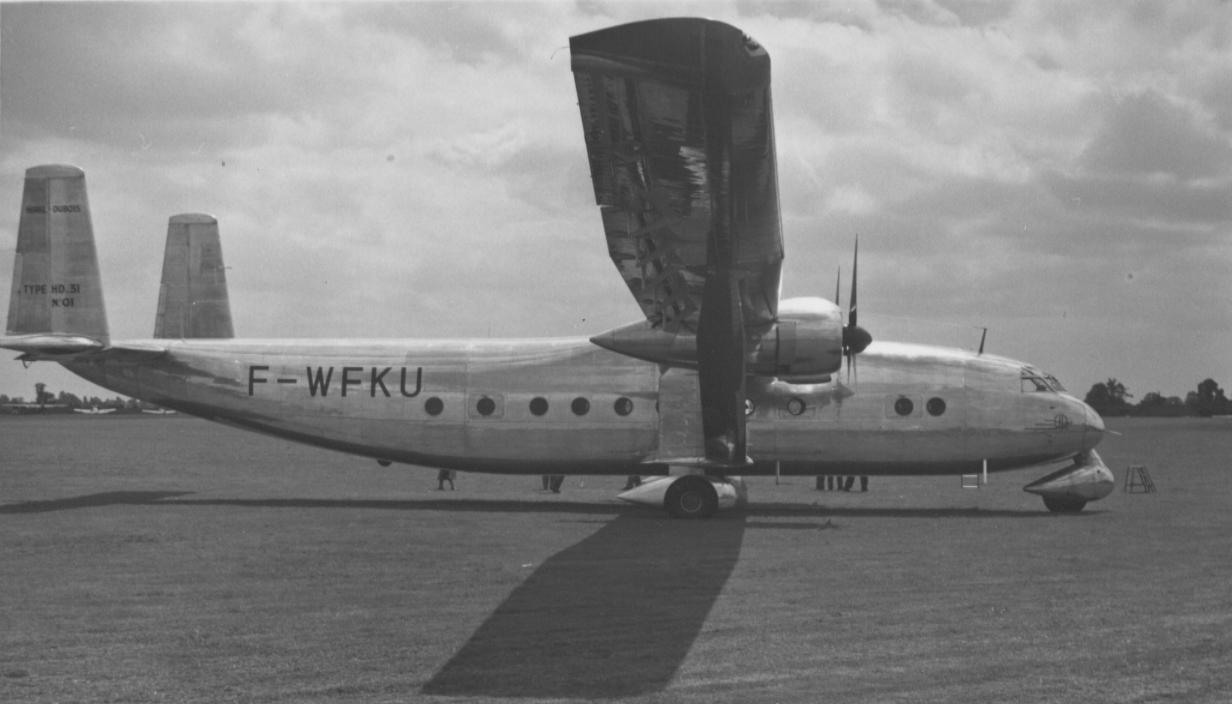
ユレル＝デュボア HD.31 （12月29日 ）

## 航空に関する賞の受賞者
- ハーモン・トロフィー：チャック・イェーガー、ジャクリーン・コクラン
- イギリス飛行クラブ金賞：マイク・リスゴー、ネヴィル・デューク、ウォルター・ギブ
- デラボー賞：ジャクリーン・コクラン、W.F.バーンズ、ネヴィル・デューク、マイク・リスゴー、ジェームズ・ヴァーディン、フランク・エベレスト、スタンレー・ホルトナー、ロバート・ラーン